# ロバート・ノエル
ロバート・ジョン・バティスト・ノエル（英: Robert John Baptist Noel、1962年10月15日 - ）は、イギリスの紋章官。2024年よりクラレンス統括紋章官を務める。

## 経歴
ジェラルド・ノエル（Gerald Noel、第4代ゲインズバラ伯爵の次男）の息子として生まれた。アンプルオース・カレッジに学んだのち、オックスフォード大学のエクセター・カレッジに進んだ。

ノエル紋章官個人の紋章。

シップブローカーとして働いたのち、紋章院付司書助手となる。以降は紋章官としてのキャリアを重ね、1992年にはブルーマントル紋章官補に任じられた。続く1999年には、サー・ピーター・グウィン＝ジョーンズの後を継いでランカスター常設紋章官に就任した。さらに2021年には、ティモシー・デューク紋章官の後任として上級紋章官（ノロイ・アルスター統括紋章官）に就き、2024年まで同職にあった。2024年、上級紋章官（クラレンス統括紋章官）に転じた。
ノエル紋章官個人の紋章には父方のゲインズバラ伯爵家の家紋が描かれている。この紋章はサー・ジェラルド・ノエルの代に紋章認可されたもので、以降はノエルの姓と紋章を受け継ぐ一族によって使用されている。